# Windows 10
| Windows /笔记本电脑操作系统市占率統計  | Windows /笔记本电脑操作系统市占率統計 | Windows /笔记本电脑操作系统市占率統計 | Windows /笔记本电脑操作系统市占率統計 | Windows /笔记本电脑操作系统市占率統計 |
| -------------------------------------- | ------------------------------------- | ------------------------------------- | ------------------------------------- | ------------------------------------- |
|                                        |                                       |                                       |                                       |                                       |
| Windows 11                             | Windows 11                            |                                       | 52%                                   | 52%                                   |
| Windows 10                             | Windows 10                            |                                       | 44.59%                                | 44.59%                                |
| Windows 7                              | Windows 7                             |                                       | 2.35%                                 | 2.35%                                 |
| Windows XP                             | Windows XP                            |                                       | 0.38%                                 | 0.38%                                 |
| Windows 8                              | Windows 8                             |                                       | 0.35%                                 | 0.35%                                 |
| Windows 8.1                            | Windows 8.1                           |                                       | 0.29%                                 | 0.29%                                 |
| 其他                                   | 其他                                  |                                       | 0.05%                                 | 0.05%                                 |
|                                        |                                       |                                       |                                       |                                       |
| 根据2025年7月StatCounter統計数据制作。 |                                       |                                       |                                       |                                       |

Windows 10是微軟於2015年推出的Windows NT内核作業系統，為Windows 8.1的後繼者。設計目標是統一包括個人電腦、平板電腦、智能手机、嵌入式系統、Xbox、Surface Hub和HoloLens等设备的操作系统。
Windows 10引入「通用Windows平台」（UWP），并扩充了Modern UI风格的应用程序，所有运行Windows 10的设备共享一個通用的應用程式架構和Windows商店的生態系統。这些应用程序可以在多种设备上运行——包括PC、平板电脑、智能手机、嵌入式系统、Xbox One、Surface Hub以及HoloLens全息设备。微软還为Windows 10设计一个新的开始菜单，其中包含Windows 7的传统开始菜单元素与Windows 8的磁贴。Windows 10还引入一个虚拟桌面系统、一个称为任务视图的工作切換器、Microsoft Edge浏览器、支持指纹和面部、虹膜识别登录、企业环境的新安全功能，以及提高操作系统的游戏图形功能的DirectX 12和WDDM 2.0。
正式版本於2015年7月29日發行並開放给符合條件的用户免費升級，不過Windows 7、8已於UTC-10的2016年7月30日零点關閉免費直接升級通道，而面向使用辅助技术的用户而设的Windows 10免费升级亦于2017年12月31日结束，之後升级就必须付費（曾經升級過Windows 10並取得數位許可的使用者除外）。但据消息称，Windows 7、Windows 8用户仍可在2023年9月20日之前免费升级至 Windows 10，前提是有旧版本的Windows 数字许可（包括使用工具获得的盗版许可）。根據微軟官方於2016年12月的統計，Windows 10的佔有率已經超越Windows 7，在所有Windows中位列第一。
微软曾在2015年5月表示，Windows 10将变成一项服务，它将持续接收更新，不会再有后续版本的Windows。但是微軟於2021年10月5日正式發布後續系統Windows 11，同時表示將於2025年10月14日停止對所有Windows 10版本（長期維護通道（LTSC）版本除外）的版本支援。

## 开发历史
Windows 10在測試階段發布個人電腦版的技术预览版、会员预览版（Insider Preview）和手機版的Mobile移动预览版。

### 误称
早期认为Windows 10的发行版本名稱是Windows 9，这是由于Windows Vista以后的版本取消之前版本诸如年份、英文缩写之类的命名方式（例如Windows 2000、Windows XP），而改用版本号的命名方式（例如Windows 7、Windows 8），所以使用者很自然就联想到Windows 9。有些媒体也曾经错误将该系统早期开发版本报道为Windows 9，微软直到于2014年9月30日发布正式的版本名，各网民与各大媒体随即停止宣传所谓“Windows 9”。
有媒体指出微软公司跳过Windows 9而将名称直接改作Windows 10的原因是微软公司曾经发布过Windows 95与Windows 98两个版本。倘若将该系统版本叫做Windows 9，可能会引起使用者的误会，甚至可能令其使用者怀疑是“比Windows 95还要旧的系统”。同时亦有人认为，微软跳过Windows 9而“直达”Windows 10的原因是为了避
免用户混淆Windows 9x和Windows 9，而其中的前者Windows 9x是以Windows 95内核作为蓝本的微软操作系统的通称，含义相比后者Windows 9来说，要广大得很多。也有部分软件开发者认为一些运行库对Windows版本判断只是使用简单的“Windows 9”的前缀匹配来识别出Windows 9x，如果使用“Windows 9”作为版本名可能会受到误判，所以也因此避免混淆。甚至还有媒体猜测微软公司此做法的原因是为了“强调系统进步”。
Windows 10的一些早期测试版本（Build 9860~9883，基于NT6.4内核）可近似视为Windows 9。

### 发展
2014年4月，在构建会议上，時任微軟公司作業系統工程部門執行副總裁的特里·迈尔森披露Windows 8.1的更新版本增加在桌面窗口中运行Windows应用商店应用程序的功能，以及更为传统的开始菜单，代替Windows 8中的开始屏幕。开始菜单采用Windows 7的设计，只使用屏幕的一部分，并在第一列中增加Windows 7风格的应用程序列表。第二列显示Windows 8样式的应用程序图块。特里·迈尔森说这些变化将在未来的更新中，但没有详细说明。微软还推出一个“通用应用程序”的概念，允许为Windows 8.1创建的Windows应用商店应用程序移植到Windows Phone 8.1和Xbox One，同时共享一个通用代码库，设计为不同的设备形式的接口，在多个平台之间共享应用程序。Windows Phone 8.1将在PC上与Windows 8.1共享近90％的常见Windows运行时API。
2015年5月，在微軟Ignite開發者大會上，該公司高層主管傑瑞·尼克遜曾宣稱，Windows 10將是Windows作業系統的最後一版產品。Windows不會再有新版本問世，取而代之的將是不斷和定期的改進和更新。得以採用這種方式的部分原因是，把開始功能表和內建應用程式等作業系統部件分解為獨立部分，各個部件可以獨立更新，組成完整的Windows核心作業系統,但最終還是發布了Windows 11系統。及後，Windows 10每年推出二次重大更新版本，以取代過往以Windows Service Pack和推出新版本作業系統。然而在2021年6月15日微軟官網一份與Windows 10家用版與專業版相關技術文件顯示，該作業系統預計會在2025年10月14日正式停止支援更新。微軟在2021年6月24日公布下一版Windows作業系統更新內容，並且以Windows 11作為下一版作業系統名稱。
2024年11月，在微軟的終止支援頁面上，微軟宣稱對Windows 10的支援將於2025年10月14日結束。

### 个人电脑
2014年7月21日，外媒網站Neowin以及Myce網站洩露出Build 9795。其中包括當時稱為Windows 9的Windows 10系統中的新的開始菜單以及窗口化Modern應用。
2014年9月13日，德國網站Computer Base和WinFuture洩露出Build 9834。包括開始菜單優化、虛擬桌面界面、改變的任務欄、未完成的通知中心、Charm菜單替代、Metro化的部分圖標，以及傳統桌面視窗無邊框化。
2014年9月20日，Windows 10的Build 9841曝光，10月1日，为注册Windows预览体验计划的用户推送。

#### 技术预览版

Windows 10開始功能表

2014年9月30日，微软在美国舊金山发布会中亮相新一代Windows操作系统Windows10，并声称正式版将于2015年6月18日发行。系统命名不是盛传已久的Windows TH、Windows X、Windows One，甚至不是Windows 9。在开发阶段曾泄露出新一代Windows内部代号为Windows Threshold。至於為何跳過9而是10，原因眾說紛紜：官方說法是因為Windows 10進步幅度大，因此改用10；但有媒體認為，跳過9是為了避開部分程式語言將「Windows 9」誤判為「Windows 95」或「Windows 98」而產生的錯誤。随后10月1日，微软便为注册Windows 预览体验计划的用户放出第一个技术预览版Build 9841，并提供镜像下载。此版本支持5种语言，开始菜单回归，加入任务视图，主要为鼠标用户优化。
2014年10月21日，Build 9860通过Windows更新推送给Windows 预览体验用户，未提供官方镜像，此版本主要加入获取预览版频率快慢的设置和初始版的通知中心。
2014年11月13日，Build 9879通过Windows更新推送给快速版Windows 会员用户，并提供镜像下载，但多数用户安装此版本后出现硬盘丢失等比较严重的问题。11月25日，重新修复的Build 9879推送给慢速版Windows 会员用户，此版本对Build 9860做一些优化和界面调整，为2014年最后一个公开技术预览版。
2015年1月21日，微軟在召开「Windows 10, The Next Chapter」的主题发布会上演示了Build 9924。1月24日，Build 9926通过Windows更新向所有Windows 会员用户推送，同时提供镜像下载，新的Build 9926包含正體中文的25種新語言介面，同時新增平板模式，Cortana語音助理（仅美国英语时可用）等新特性。
2015年3月19日，Build 10041版本通过Windows更新推送给快速版Windows预览体验会员用户，此版本添加中文Cortana语音助理，恢复透明的任务栏和开始菜单等新特性。2015年3月25日，Build 10041推送给慢速版用户，慢速版加入3个补丁，修复一些问题，并提供镜像下载。
2015年3月31日，Build 10049版本通过Windows更新推送给快速版Windows预览体验会员用户，此版本终于添加翘首以盼的Project Spartan，但该版本未提供官方镜像。
2015年4月23日，Build 10061版本通过Windows更新推送给快速版Windows预览体验会员用户，主要增加全新的郵件和日曆通用應用，採用全新的暗黑風格主题，平板模式升级，取消創建多个虛擬桌面數量限制，回收站以及任务預覽模式圖標更新等，该版本同样没有官方镜像下载。

### 正式版
2014年4月，微軟作業系統事業群執行副總裁特里·麥爾森在Build開發者大會的演講上宣佈，將針對8寸（包括8寸）螢幕以下的裝置（包括手機及小型平板，以及物聯網裝置），提供免費的Windows作業系統。
2015年1月21日，微軟宣佈，Windows 7 SP1、Windows 8.1與Windows Phone 8.1的用戶可在第一年內免費升級至Windows 10。但是，10天後，就立刻修正為使用企業版Windows的用戶還是得另外付費才能升級。針對Raspberry Pi 2的研發者，微軟將免費提供Windows 10。
中國的Windows使用者还可以透過奇虎360和騰訊下载Windows 10升级，但后因出现许多问题而暂停此二升级渠道；至於盜版及錯誤授權的Windows，雖然也可免費升級，但不會因此而變成正版和享有技術支援。2015年6月1日，微軟正式宣布於7月29日推出Windows 10，並隨Windows Update提醒符合升級條件的用戶如何預約取得Windows 10。完成預約升級的用戶，會在「取得Windows 10」應用程式與Windows Update看到相關通知。
自2015年7月29日起，分批陸續發行正式版更新。首日即有1400萬裝置更新成功。
截至2015年8月27日，已有7500萬次下載。

### 中國政府版
2017年5月23日，微软联合中国电子科技集团公司合組神州网信公司，為了中華人民共和國政府在公家機關和國企領域導入Windows 10，而開出的一系列關於資訊安全的變動條件，需要大幅更動Windows 10一些函式庫與預設功能的原始碼、運作邏輯，一款大幅特製化名為「Windows 10 神州網信政府版」的系統在神州网信開始進行，基礎基於Windows 10企業版。中國政府方面也籌立了Windows 10政府系统审查小组，對成品驗收。Softpedia也有報導此事。
據中国工程院院士沈昌祥2018年的媒體訪問透漏，當時审查小组提出了电子证书系统国产化、使用中国的商用密码系统、使用中国的可信计算技术等三個頂層要求。在原裝系統中很多第三方软件要经过微软的數位认证才能运行，以及一些訊息會傳回微軟的國外伺服器，此類現象必須全部移除或改寫。然而兩個月後微軟就表示改寫完成已經推出訂做版本，审查小组表示懷疑合作的中国电子科技人員在如此短時間就檢驗了數千萬行程式碼，若是程式碼沒有全部細查過，無法保證微軟聲稱的改寫是否落實。最後审查小组透過技術手段檢驗結論是三個原則都是驗收未通過，需要持續改進至達標。中国工程院院士倪光南曾表示Windows 10未通过审查，会存在被外國力量监控、劫持、攻击、被禁售、密钥和证书失控、无法打补丁、不支持国产CPU等國安风险，应停止采购和使用。
而2018年起似乎改寫有所進展，神州網信政府版進入中央國家機關政府採購平台目錄，使用者發現一些未涉及機敏性的末端政府電腦已經開始安裝，产品报价2158元人民幣，但暫不開放民間購買與安裝。

### 其他设备
微软将Windows 10系統的移动设备版本命名为Windows 10 Mobile。2016年12月8日，微软在WinHEC 2016上演示基于ARM架构处理器的完整Windows 10，这意味着将来完整的Windows 10能够在基于ARM架构处理器的移动设备上运行。
移动设备的系统预览版及正式版大多数特点和电脑版相同，适用于移动设备（以手机為主）的预览版也经常频繁推送，14393及以上的版本可在设置中下载，较低版本需要安装“Windows预览体验”应用。微軟官方宣布，手機正式版RTM於2015年11月12日發布，更新為2016年1月開始陸續發布。2017年10月8日，微軟作業系統部門副總裁Joe Belfiore表示Windows 10 Mobile已經停止開發新版本與新功能，僅會對現有版本和設備進行安全補丁與維護，直到2019年12月。
Xbox One版本的Windows 10預覽版和正式版於2015年11月12日登場。另外，和Windows 10系統搭配的搭載Windows Holographic計算平台的智能眼鏡產品HoloLens，也於2016年上市。

### Windows 10 on ARM
2016年12月7日，微软在中国深圳的Windows硬件工程大会上宣布与移动技术公司高通开展合作。微软宣布其在ARM架构设备上使用虚拟机运行Win32应用程序的计划。进行展示的特里·邁爾森在演讲中提到，这一项目将提高基于骁龙处理器的Windows移动设备的生产力，使其能直接運行大多数既有的Windows应用程式，同时这些设备的无线连接、能源消耗方面相比搭载英特尔硬件的设备更优。
2017年12月，微軟與高通正式發佈了Windows 10 on ARM以及搭載Snapdragon 835處理器"Always Connected PC"系列的電腦產品。
2018年5月，微軟發佈了Windows 10 on ARM的作業系統對程式集的支援情況以及目前存在问题的說明：
1. 硬體驅動僅支援針對ARM64平台編寫的驅動程式。
2. 針對虛擬機運行的Win32應用程式僅支援仿32位元版本。
3. 使用OpenGL1.1之後的遊戲或程式，以及部分使用DRM/反作弊系統的遊戲或程式不能運行。
4. 輸入法、系統輔助軟體、以及雲存儲應用程式可能不能正常工作。
5. 不支援針對行動裝置開發的APP。(如Windows Phone/Windows Mobile應用)
6. 不支援Hyper-V虛擬機。

2020年12月10日，微軟開始在Windows 10 on ARM預覽版測試於虛擬機運行的Win32應用程式仿64位元版本。2021年11月16日，微軟表示此功能只適用於Windows 11的ARM裝置。

## 特色

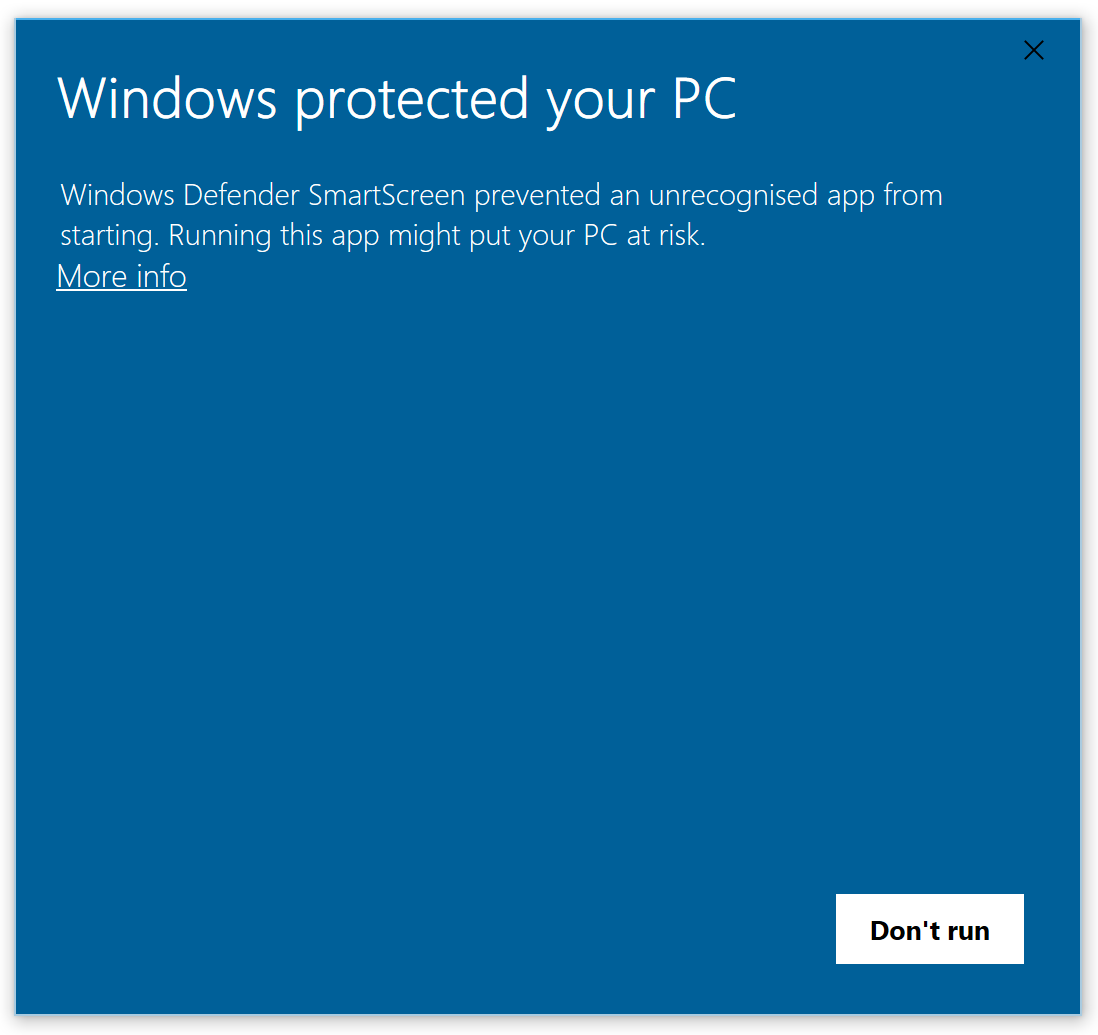
WIndows 10的防火牆為保護電腦安全， 建議使用者不要運行不安全的執行檔的畫面

微软称Windows 10为「有史以来最全面的操作系统（most comprehensive platform ever）」及「至今最好的Windows（The best Windows ever）」。Windows 10恢復类似Windows Vista、Windows 7的传统开始按钮，在细节上糅合Windows 8的微软“動態磚”设计。Windows 10也覆盖大部分受支持的尺寸和品类的Windows设备，可在微型计算机（像是英特尔伽利略此類型的開發板）、手机（ARM芯片）、平板（ARM和x86芯片）、二合一设备、桌面电脑及服务器等進行無縫切換。Windows 10貫徹微軟官方所宣稱的设计思路——“移动为先，雲为先”（mobile first, cloud first），多个平台共用一个应用商店，對应用進行跨設備统一更新和购买，微軟認爲，Windows 10是最为跨平台的操作系统。Windows 10 Mobile是Windows Phone 8.1的后继程序，它与桌上電腦共享一些用户界面元素和应用程序。
Windows运行时应用程序生态系统被修改为通用Windows平台（UWP）。这些通用应用程序可以跨多个平台和设备类运行，包括智能手机，平板电脑，Xbox One控制台和其他兼容的Windows 10设备。 Windows应用程序跨平台共享代码，具有适应设备和可用输入需求的响应式设计，可在Windows 10设备之间同步数据（包括通知，凭据和允许跨平台多人游戏），并通过统一的Windows应用商店。开发人员可以允许“交叉购买”，其中购买的应用许可适用于所有用户的兼容设备，而不仅仅是他们购买的（例如，在PC上购买应用的用户也有权使用智能手机版本无需额外费用）。
在Windows 10上的Windows应用商店上，Groove音乐（以前的Xbox音乐）和电影和电视（以前的Xbox视频）拥有统一页面。Windows 10还允许Web应用程序和桌面软件（使用Win32或.NET Framework）打包以在Windows应用商店中提供下载。Windows 10虽採用全新的開始功能表，但微軟動態磚介面仍存續，并且可以根据用户的偏好快速切換。
Windows 10大幅修改系統的用戶介面，當中包括加入由Windows 7及Windows 8的混合「開始」功能表。新功能表融合Windows 8「動態磚」、虛擬桌面設計以及通知中心側欄（取代舊版本的charms bar）。Windows 10提供更多微軟服務整合，例如個人助理Microsoft Cortana及Xbox Live，提供新的瀏覽器Microsoft Edge、Windows Hello（僅適用於部分裝置）以及新版Direct X及WDDM來改善遊戲圖形方面的性能。

### 主要新特性
- 開始功能表和通知中心：熟悉的開始功能表在Windows 10正式歸位，它融合Metro風格的介面，開始功能表可選擇[開始功能表]或[開始畫面]（[設定]/[個人化]/[開始]）。由螢幕右下角點選[重要訊息中心]（Action Center），可快速調整設定和一覽通知。[104][105][106]
- 虚拟桌面和工作檢視：微软从OS X和Linux等，借鉴“Multiple desktops”功能。该功能可让用户在同个系统下使用複數个桌面，用户可以根据自己的需要，在不同桌面环境间进行切换。微软Windows在该功能上加入在「工作檢視」模式，並增加程式排列，程式会以某种推荐的排版显示在桌面环境中，点击右下侧的加号即可添加一个新的虚拟桌面。[104][105][106]
- 視窗化程式：現代化应用程式现在以一般桌面程序的方式，視窗化地运行：可以随意拖曳、調整大小，也可以最小化、最大化、全螢幕以及关闭程式。Windows 10的螢幕切割功能增强，现在可在屏幕中同时平均設置四个視窗，Windows 10还会在单独窗口内显示正在运行的其他应用程序。微软在Windows 10侧边新加入一个“Snap Assist”按钮，通过它可以将多个不同桌面的应用程式展示在此，并和其他程式自由组合成多任务模式。[104][105][106]
- 多工管理界面：界面类似苹果OS X系统，任务栏中出现一个全新的按键“工作檢視（Task View）”。桌面模式下可以运行多个应用和对话框，并且可以在不同桌面间自由切换。这个功能类似苹果OS X的Exposé，能将所有已开启窗口缩放并排列，以方便用户迅速找到目标任务。通过点击该按钮可以迅速的预览多个桌面中打开的所有应用，点击其中一个可以快速跳转到该页面。传统应用和桌面化的Metro应用在多任务中可以更紧密的结合在一起。[104][105][106]
- CMD：Windows 10在命令提示字元（Command Prompt）中增加貼上鍵（Ctrl+V）的功能。[104][105][106]
- Continuum：對於變形平板等觸控裝置，或是不想使用鍵盤與滑鼠時，平板電腦模式可讓Windows的使用更為容易且更加直覺。即使是無觸控的電腦，也會有此模式，此模式會改變工具列、開始功能表、通知中心的細節，並有單獨視窗排列。[104][105][106]

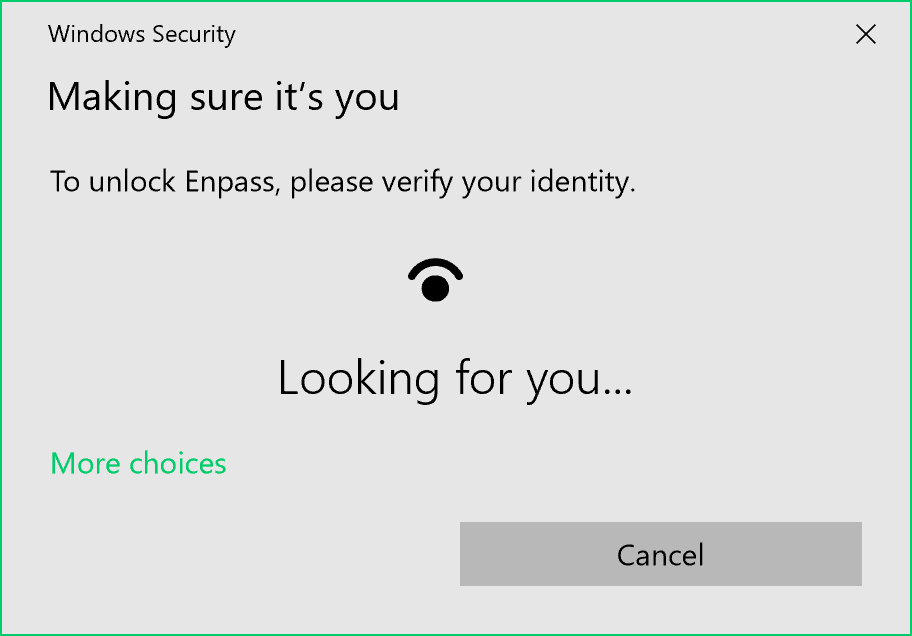
使用Enpass（密碼管理器）時Surface Pro 4上的Windows Hello解鎖提示

- Windows Hello：Windows Hello 是一個更個人化的 Windows 10 裝置登入方式，包括 PIN 码和生物识别解锁方案。设备仅仅通过 PIN 或者扫描用户的指纹、虹膜、面容等生物特征即可完成登入，不需要輸入繁琐的密碼。大部分具有指紋辨識器的電腦現在都已經可以使用Windows Hello，而且也即將出現更多能夠辨識臉部與虹膜的裝置。[104][105][106]
- Microsoft Edge：Microsoft Edge是第一個可直接在網頁上製作筆記、書寫、隨手塗鴉，以及醒目提示的瀏覽器。使用閱讀清單圖示儲存最愛的文章以供稍後閱讀，然後再閱讀檢視它們。能輸入的地方就能寫，Microsoft Edge不是可以在其中書寫的唯一app。使用平板電腦手寫筆、手指、或滑鼠，可以輸入的地方都能書寫，或只是在OneNote中涂鸦。[104][105][106]
- 相容性：Windows 10重視不同裝置之间的协调，尤其是在运行Windows版本的电脑和智慧型手机设备。Windows 10電腦的Windows Runtime应用程式可以移植到Windows 10 Mobile，并分享代码库。Windows 10 Mobile與个人电脑版本分享同樣的用户界面元素。[104][105][106][107][108]
- Windows Ink：具有多重書寫工具等功能。[104][105][106]
- Microsoft Cortana：語音助理，可查詢資料或建立行事曆等。[104][105][106]

### 在线服务和功能
Windows 10引入一个新的默认浏览器——Microsoft Edge。Internet Explorer 11在Windows 10上用于维护兼容性，但微軟官方不赞成使用IE，因微軟已经停止它的开发及更新。
Windows 10整合Microsoft的智能个人助理——Cortana，微軟在2014年首次引入其至Windows Phone 8.1。Cortana取代Windows的嵌入式搜索功能，支援文本和语音输入。它的许多功能是从Windows Phone直接移植的，包括与Bing的整合、设置提醒、用于管理个人信息的「笔记本」功能，其可用以搜索文件、播放音乐、启动应用程序和设置提醒，还有发送电子邮件。
微軟家長監護服務則由Microsoft家庭取代，其是一套適用於Windows平台和Microsoft在線服務的父母監控系統。用户可在「您的家庭」中创建指定的家庭及新增家庭成員，并监控和限制指定为儿童用户的操作，例如访问网站，在Windows应用商店购买应用时实施年龄评级以及其他限制。该服务还可向家长发送每周电子邮件报告，详细说明儿童的计算机使用情况。与以前版本的Windows不同，家庭中的子帐户必须与Microsoft帐户相关联，允许这些设置适用于特定孩子使用的Windows 10设备。
Windows 10还提供源自Windows Phone 8.1的Wi-Fi Sense功能；用户可以选择让他们的设备自动连接到建议的开放热点，并与联系人共享其家庭网络的密码（通过Skype，連絡人或Facebook），他们可以自动连接到Windows 10设备上，而无需手动输入密码。密码則以加密形式存储在Microsoft服务器上，并发送到所选联系人的设备。访客用户不能查看密码，也不允许访问网络上的其他计算机或设备。 Wi-Fi Sense不能在802.1X加密网络上使用。在SSID末尾添加「_optout」也会阻止相应的网络被應用于此功能。

### 多媒體和遊戲
Windows 10与Xbox生态系统的更加紧密。 Xbox SmartGlass由Xbox应用程序继承，允许用户浏览他们的游戏库（包括運行於PC和Xbox平台的游戏），游戏DVR也可以使用键盘快捷方式，允许用户錄下最后30秒的游戏画面，並分享至Xbox Live，OneDrive或其他地方。 Windows 10还允许用户从本地网络控制和玩Xbox One的游戏。Xbox Live SDK允许应用程序开发人员将Xbox Live功能集成到他们的应用程序中，未来的无线Xbox One配件（如控制器）在Windows上通过适配器支持。微软也允许Xbox One和Windows 10游戏之间的同步；微软工作室为Windows 10和Xbox One开發了独家游戏，如《ReCore》和《量子破碎》。
《Candy Crush Saga》和《Microsoft Solitaire Collection》也会在安装Windows 10时自动一併安装。Windows 10引入了全新的「Game bar」，其可對進行记录和截图。用户还可以使操作系统在后台连续记录游戏，然后，用户可以将最后几个自選的游戏时刻保存到硬盘。
Windows 10新增了FLAC和HEVC编解码器，并支持Matroska格式的媒体，允许在Groove音乐和其他应用程序中打开这些格式。

#### DirectX 12
Windows 10內置了DirectX 12及WDDM 2.0。兩者皆於2014年3月的游戏开发者大会上發布，DirectX 12旨在提供「遊戲機水準的性能」（console-level efficiency）及以更佳的方式進行硬件资源访问，並降低CPU和圖形驅動程序的耗用。大多數性能改進是靠低級的编程语言來实現，這使得開發人員能更高效地運用資源，並減少因高級API而引起的單線程CPU瓶頸。其還支持多廠商GPU並聯這一種平台設定。WDDM 2.0則引入了一種全新的虛擬內存管理和分配系統，以減少核心模式驅動程式（kernel-mode driver）的工作負載。

### 裝置与平台统一
Windows 10恢復了原有的開始功能表，并将Windows 8系统中的「开始界面」整合其中。現代化應用程式则在桌面以視窗化模式运行。
Windows 10为所有硬體提供一个统一的平台以及支持广泛的设备类型，从物联网设备到全球企业数据中心服务器。其中一些设备屏幕只有4英寸，一些设备的屏幕则有80英寸，有些甚至没有屏幕。有些设备是手持类型，有的则需要远程操控。这些设备的操作方法各不相同，手触控、笔触控、鼠标键盘，以及动作控制器，微软都将全部支持。这些设备将会拥有类似的功能，微软的UWP正为此设计。
Windows 10覆盖所有尺寸和品类的Windows设备，所有设备将共享一个应用商店。因为启用了Windows Runtime，用户可以跨平台地在Windows设备（手机、平板电脑、个人电脑以及Xbox等）上运行同一个应用。
Windows 10 Mobile是Windows 10作業系統的分支版本。此版本是专为屏幕尺寸低于8寸的智能手机和平板电脑而設。運行Windows Phone 8.1的智能手机可升级至Windows 10 Mobile，但一些功能取决于硬體設備的兼容性。
Windows 10重視不同设备之间的同步，尤其是在设备运行Windows版本的电脑和智慧型手机。Windows 10電腦的Windows Runtime应用程式可以移植到Windows 10 Mobile，并分享共同的代码库。Windows 10 Mobile與个人电脑版本分享同樣的用户界面元素，但与桌面版本不同的是，不会有多用户登录功能。

## 移除的功能
Windows 10不会包含Windows Media Center，并在升级Windows 10时卸载。由于所需的DVD解码器的许可成本以及没有光驱的PC设备数量的增加，Microsoft先前已将Media Center和集成的DVD播放支持降级到付费插件。
OneDrive内置同步客户端（在Windows 8.1中引入）不再支持Windows 10中的纯在线文件的离线占位符。查看离线文件的功能预计将来会被新的Windows应用程序替代。
用户无法再在与Microsoft帐户关联的所有设备上同步开始菜单布局。 Microsoft开发人员解释用户可能有不同的应用程序，他们想强调他们在使用的是不同设备，而不是在使用相同的配置。在与帐户关联的所有设备上自动安装Windows 应用商店应用的能力也被删除。
浏览器不能再在没有用户操作的情况下将自己设置为默认；更改默认浏览器必须由用户从“设置”的“默认应用”页面手动设置。
虽然所有Windows 10版本都包含提供广泛语言支持的字体，但是中东和东亚语言（阿拉伯语、中文、印地语、日语、韩语等）的某些字体不再包含在标准安装中，以节省存储空间。当软件调用非系统配置的语言文本且不使用始终显示字体的可读Windows字体回退机制时，Windows会将不支持的字符默认显示为「未定义」字形——正方形或长方形框，或只顯示一点、问号或「⨉」。
用户也没有自由控制Windows更新的能力（專業版、企业版、教育版除外）。在早期的Beta版本中，用户可以选择自动安装更新，或只通知他们可在希望的时候更新，也選擇不通知；并且他们可以根据有更新信息來选择要安装的更新。 Windows 10 家用版可由管理员設定为延迟更新，但「延迟」只限於有限的时间内。例如在加拿大的许可协议中，Windows 10的用户可能会通过关闭網絡访问来停止在设备上接收更新，如果重新连接到網絡，软件将恢复检查和安装更新。 在Windows用户许可协议下，用户同意自动安装所有的更新、新功能和驱动程序。

### Redstone 1
Cortana不能完全隐藏，因为必应在Windows10中是默认搜索引擎（在以前的版本中，如果禁用了Cortana，则可自定义搜索引擎）。与以前的版本一样，用户仍必须选择加入并授予软件的数据收集和跟踪权限，才能完全启用Cortana的个性化功能。如果未启用此功能，Cortana将以功能受限模式运行，仅具有基本功能，这与以前版本中的非Cortana搜索体验基本相同。
2016年4月，微软宣布不再允许通过任何浏览器和搜索引擎（Microsoft Edge和Bing除外）被用于执行Cortana搜索，并有意忽略用户设置。微软表示，规避这些设置（可以使用第三方软件实现。Mozilla Firefox也曾实现相应选项）会导致“受损的体验和不可靠的预测”，并且只有Microsoft Edge支持在浏览器本身中集成Cortana。
某些组策略对Windows 10家庭版和專業版不再有任何影响，包括禁用Windows应用商店和通用Windows平台应用程序、“Microsoft消费者体验”（推送尚未安装到的应用程序的磁贴到开始菜单。例如在Windows 10新安装后推送由Microsoft提供的应用程序）、“微软提示”、“关闭锁定屏幕”或“强制施行特定的锁定屏幕背景”。这些更改会阻止Windows应用商店产品的某些功能（例如锁定屏幕上的“Spotlight”提示和应用建议），在Windows 10非企业版上被完全禁用。
删除通过Wi-Fi Sense与其他联系人共享Wi-Fi凭据的功能；仍可以在绑定到同一Microsoft帐户的设备之间同步Wi-Fi密码。
Windows日记本被删除；作为替代，微软建议改为安装OneNote。
自此版本开始，Windows不再支持Windows Media数字权限管理(WMDRM)。

### Redstone 3
阅读器应用将从Windows 10中删除；作为替代，微软建议使用Microsoft Edge阅读PDF文件、使用Windows XPS查看器阅读XPS文件并使用Windows照片应用查看TIFF文件。

### Redstone 4
在发布创意者更新（RS2）时，微软声称将在未来某个时间弃用家庭组。在RS4 17063预览版中，这一功能消失。

## 版本（SKU）
2015年5月13日，微软Windows博客文章中公布Windows 10的所有版本，包括Home（家用版）、Pro（专业版）、Enterprise（企业版）、Education（教育版）、Mobile（移动版）、Mobile Enterprise（移动企业版）及IoT Core（物联网核心版）共7个不同的SKU，以适合各类不同需求用户。其中Windows 7、Windows 8.1用户可在1年内免費升级到家用版或专业版，Windows Phone 8.1用户可在1年内升级到移动版（Windows 10 Mobile），且以后将长期获得技术支持。
註：以下表格為2015年7月29日至2016年7月30日期間微軟開放的免費升級管道
| 传统版        | Home（家庭版） （Home Basic/ Home Premium）[1] | Pro（专业版） （Professional/ Education/Ultimate） | 家庭中文版[2] | Education（教育版） | Enterprise（企业版） |
| ------------- | ---------------------------------------------- | -------------------------------------------------- | ------------- | ------------------- | -------------------- |
| Windows 7     | 需先安裝SP1                                    | 需先安裝SP1                                        | 不適用        | 不適用              | 否                   |
| Windows 7 SP1 | 是                                             | 是                                                 | 不適用        | 不適用              | 否                   |
| Windows 8     | 需先升级至8.1                                  | 需先升级至8.1                                      | 需先升级至8.1 | 不適用              | 否                   |
| Windows 8.1   | 是[3]                                          | 是                                                 | 是            | 是                  | 否                   |

| 便携版            | Mobile（移动版）  | Mobile Enterprise（移动企业版） |
| ----------------- | ----------------- | ------------------------------- |
| Windows Phone 8   | 需先升级至8.1     | 否                              |
| Windows Phone 8.1 | 仅部分机型可以[4] | 否                              |

0. Windows XP、Windows Vista、Windows Phone 7及先前的版本无法升级至Windows 10。
1.^  括弧中的版本可能并未出现于Windows 10产品之中，但表示之前版本的对应产品可免费升级至括弧以外的版本。
2.^  中文版，此指Windows 8/8.1 China版，后由Windows 10 China Get Genuine（即Windows 10家庭中文版）接替。
3.^  Windows 8.1 with Bing版也可免费升级至家庭版。
4.^  仅包含如下机型：Nokia Lumia 430、435、532、535、540、636、638、640、640XL、730、735、830、929、930、1520 
簡體中文版方面，包含中國定製版（即家庭中文版），它事實上是單一語言家庭版在中國大陸的在地化——鎖定的簡體中文界面、預裝微軟商店以外的中國大陸特有的應用程式（譬如 網易云音樂）等；與其它簡體中文版一樣，家庭中文版對台湾地區稱之為 中國台湾。這種對特定地區的稱謂，在1809版發布後被更回。
香港繁體中文版從1607版起被移除，單一的正体中文版以不同地域附屬功能的形式適用於不同的繁體中文地區，譬如台湾地區傳統性使用的民國紀年（中華民國曆）在初期版本需要手動附加，而現行版本會依據使用者的地區設定和實際物理地域來添加這個功能。
從 Windows 10 版本1703起，微軟更加突出地區性，類似於西元1995年 Windows 95發布時將區域從「中華民國」改為「台湾」的做法，從Windows 3.1起使用已久的日曆格式從「中華民國OOO年OO月OO日」換為「台湾OOO年OO月OO日」。

### 翻译问题
2015年3月，简体中文用户在安装Windows 10的早期预览版10041时发现，安装界面出现了“你的电脑将重新启动多次，坐和放宽”的提示，引起网友关注。此错误被媒体戏称为“彩蛋”、“妙语”。“坐和放宽”这一四字词類似成语，实为微软将“Sit back and relax”（请坐下，休息一会）翻译错误的结果。同月31日，在新推送的Build 10049版本中，翻译问题被修复，出现的“坐和放宽”已经被“请坐下来放松片刻”所代替。
除此之外，曾出现过的翻译错误还有“功率”（电源）、“内部集线器”（内测会员中心）、“滚回到以前的版本”（回滚到以前的版本）、“不要说我们没有警告过你”等。因此，在2017年9月，微软上线全新的“语言社区”（英語：Language Community）应用程序，邀请用户对Windows 10系统中的设置以及应用提供更好的本地化翻译。用户还能对其他用户提交的翻译进行投票，从中挑选出最优秀最合适的翻译。微软表示：“帮助我们让Windows系统的翻译更加精准……加入Windows Insider项目，然后用你的语言来构建更本地化的Windows。”

## 硬體需求
用於安裝Windows 10的基本硬體需求與Windows 8相同，而僅比Windows 7的要求高一點。64位元的電腦必須確保CPU支持特定的指令。有限硬碟空間的裝置在升級前需要事先準備一個足個容量的USB隨身碟或SD卡做為臨時後緩空間。
| 硬體元件   | 最低需滿足                                           | 建議配置                                                  |
| ---------- | ---------------------------------------------------- | --------------------------------------------------------- |
| 處理器     | 1 GHz IA-32或x64架構 支持PAE、NX 以及SSE2            | x64架構 並支持CMPXCHG16B、 PrefectchW以及 LAHF/SAHF指令集 |
| 隨機記憶體 | IA-32版：1 GB （1607以上版本需求為2 GB） x64版：2 GB | 4GB                                                       |
| 圖形卡     | DirectX 9圖形裝置 WDDM 1.0或更高版本的 驅動程式      | WDDM 1.3或更高版本的 驅動程式                             |
| 螢幕解析度 | 800×600像素                                          | 1024×768像素                                              |
| 輸入裝置   | 鍵盤和滑鼠                                           | Ctrl，Alt以及Windows鍵 或其它替代性的硬體                 |
| 硬碟空間   | IA-32版：16 GB x64版：20 GB                          | 不適用                                                    |

| 要求                                                 | 用途                 |
| ---------------------------------------------------- | -------------------- |
| 第二級地址轉換（SLAT）， 如AMD-RVI、Intel EPT        | 客戶端Hyper-V        |
| 載入庫內的微軟Windows認證 授權的UEFI 2.3.1 B修正版本 | Secure Boot          |
| 可信平台模組（TPM）2.0                               | BitLocker， 裝置加密 |
| 發光紅外線相機                                       | Windows Hello        |
| 麥克風                                               | 语音识别             |
| 指紋機                                               | 生物识别技术         |
| InstantGo                                            | 裝置加密             |
| 支持Wi-Fi Direct的 Wi-Fi匹適器                       | Miracast             |

微軟可能將一些預建裝置描述為“認證過”的。認證的平板必須包括電源鍵、音量升降鍵，但並不要求裝置Win鍵和旋轉鎖定鍵。如同Windows 8，所有認證裝置必須將UEFI Secure Boot默認啟用。不同於Windows 8的是OEM商不需要將Secure Boot設置為用戶可配性，也就是說裝置或許可選性的鎖定運行於僅由微軟簽定的作業系統。Windows Hello臉部識別認證功能需要使用受支援的紅外感光相機。Device Guard功能需要無第三方證書導入的UEFI系統，同時要求CPU虛擬化擴展功能（包括SLAT和IOMMU）和Secure Boot事先在韌體中開啟。

## 更新和支援
Windows 10的服务与以前版本的Windows有显著不同。由于其持续接收更新，微软将其称为“服务”，而泰瑞·麥爾森解释说，微软的目标是“你运行什么版本的Windows”的问题将不再有意义。
与以前版本的Windows不同，Windows Update不允许选择性安装更新，并且自动下载并安装所有更新（包括补丁，功能更新和驱动程序）。用户只能选择他们的系统是否会自动重新启动以在系统处于非活动状态时安装更新，或者通知计划重新启动。但是，如果通过WiFi（而不是以太网）接收更新，则可以推迟下载更新，方法是将WiFi连接标记为按流量计费的（这也将减慢程序更新和文件同步）。更新可能会导致兼容性或其他问题；Microsoft故障排除程序允许卸载不良更新。Windows Update还可以使用对等系统分发更新；默认情况下，用户的带宽用于将以前下载的更新分发给其他用户，与Microsoft服务器结合使用，即“传递优化”。用户可以选择仅在其局域网内共享Windows更新。
Windows 10的原始RTM版本（“Windows 10，于2015年7月发布”）在其最初发布之后的五年内获得主流支持，其后是五年的扩展支持，但这是受条件限制的。 Microsoft的操作系统支持生命周期策略提到“更新是累积的，每个更新构建在它之前的所有更新”，“设备需要安装最新更新以保持支持”，以及设备的能力接收未来更新将取决于硬件兼容性，驱动程序可用性，以及设备是否在OEM的“支持期”内 - 这是在以前版本的生命周期策略中未考虑的一个新方面。Microsoft最初表示，Windows 10将自由接收更新“支持的设备寿命”。为遵守美国会计法律，Windows 10的收入被推迟“在预期期间软件升级预计将由估计设备寿命提供”的直线基础上，定义为两到四年，取决于“客户类型”。 
Windows 10接受服务的方式与之前的版本大相径庭，它會強制自動更新。泰瑞·麥爾森解释道：「微软的目的将淡化人们常论的『你用的Windows是哪个版本』，因此将以做为服务性的软件形式发放。」
不同于前些版本，Windows Update已经不允许有选择性的安装更新，而是所有更新一同強制性自动下载并安装，这其中包含补丁、功能性更新以及驱动程序。用户的選擇，只有在系统闲置时自动安装更新或通知以安排重新启动的時間點。Windows Update也允许端对端（P2P）系统分发更新，這會佔掉用戶的頻寬，因此微軟讓這個功能可以關閉。默认情况下用户的带宽将配合微软服务器分发更新至其它用户电脑中；在局域网环境中用户可以单独使用端对端更新他们的电脑。
| 版本                                                                                 | 官方代號    | 開發週期     | 市場代號       | 組建  | 發行日期   | 終止支援日期                                | 終止支援日期                  | 終止支援日期 | 終止支援日期 | 終止支援日期 | 終止支援日期         | 終止支援日期 |
| 版本                                                                                 | 官方代號    | 開發週期     | 市場代號       | 組建  | 發行日期   | GAC                                         | GAC                           | LTSC         | LTSC         | ESU          | ESU                  | 行動版       |
| 版本                                                                                 | 官方代號    | 開發週期     | 市場代號       | 組建  | 發行日期   | - 家用版 專業版 - 專業教育版 - 工作站專業版 | - 企業版 - 教育版 - IoT企業版 | 企業版       | IoT企業版    | 適用於客戶   | 適用於商業和教育組織 | 行動版       |
| ------------------------------------------------------------------------------------ | ----------- | ------------ | -------------- | ----- | ---------- | ------------------------------------------- | ----------------------------- | ------------ | ------------ | ------------ | -------------------- | ------------ |
| 1507                                                                                 | Threshold 1 | Threshold 1  | 不適用         | 10240 | 2015/07/29 | 2017/05/09                                  | 2017/05/09                    | 2025/10/14   | 不適用       | 不適用       | 不適用               |              |
| 1511                                                                                 | Threshold 2 | Threshold 2  | 11月更新       | 10586 | 2015/11/10 | 2017/10/10                                  | 2018/04/10                    | 不適用       | 2018/01/09   |              |                      |              |
| 1607                                                                                 | Redstone 1  | Redstone 1   | 周年更新       | 14393 | 2016/08/02 | 2018/04/10                                  | 2019/04/09                    | 2026/10/13   | 2018/10/09   |              |                      |              |
| 1703                                                                                 | Redstone 2  | Redstone 2   | 创意者更新     | 15063 | 2017/04/05 | 2018/10/09                                  | 2019/10/08                    | 不適用       | 不適用       | 2019/06/11   |                      |              |
| 1709                                                                                 | Redstone 3  | Redstone 3   | 秋季创意者更新 | 16299 | 2017/10/17 | 2019/04/09                                  | 2020/10/13                    | 2020/01/14   |              |              |                      |              |
| 1803                                                                                 | Redstone 4  | Redstone 4   | 2018年4月更新  | 17134 | 2018/04/30 | 2019/11/12                                  | 2021/05/11                    | 不適用       |              |              |                      |              |
| 1809                                                                                 | Redstone 5  | Redstone 5   | 2018年10月更新 | 17763 | 2018/11/13 | 2020/11/10                                  | 2021/05/11                    | 2029/01/09   |              |              |                      |              |
| 1903                                                                                 | 19H1        | Titanium R1  | 2019年5月更新  | 18362 | 2019/05/21 | 2020/12/08                                  | 2020/12/08                    | 不適用       | 不適用       |              |                      |              |
| 1909                                                                                 | 19H2        | Titanium R2  | 2019年11月更新 | 18363 | 2019/11/12 | 2021/05/11                                  | 2022/05/10                    |              |              |              |                      |              |
| 2004                                                                                 | 20H1        | Vibranium R1 | 2020年5月更新  | 19041 | 2020/05/27 | 2021/12/14                                  | 2021/12/14                    |              |              |              |                      |              |
| 20H2                                                                                 | 20H2        | Vibranium R2 | 2020年10月更新 | 19042 | 2020/10/20 | 2022/05/10                                  | 2023/05/09                    |              |              |              |                      |              |
| 21H1                                                                                 | 21H1        | Vibranium R3 | 2021年5月更新  | 19043 | 2021/05/18 | 2022/12/13                                  | 2022/12/13                    |              |              |              |                      |              |
| 21H2                                                                                 | 21H2        | Vibranium R4 | 2021年11月更新 | 19044 | 2021/11/16 | 2023/06/13                                  | 2024/06/11                    | 2027/01/12   | 2032/01/13   |              |                      |              |
| 22H2                                                                                 | 22H2        | Vibranium R5 | 2022年更新     | 19045 | 2022/10/18 | 2025/10/14                                  | 不適用                        | 2026/10/13   | 2028/10/10   |              |                      |              |
| 格式：舊版本舊版本，仍被支援当前版本                                                 |             |              |                |       |            |                                             |                               |              |              |              |                      |              |
| 注釋: 1. 2. 3. 4. 5. 6. 7. 8. 9. 10. 11. 12. 13. 14. 15. 16. 17. 18. 19. 20. 21. 22. |             |              |                |       |            |                                             |                               |              |              |              |                      |              |

专业版和企业版允许用户选择商用当前分支（Current Branch for Business）延迟升级，功能性更新的接收将大约延迟到主流释放的四个月后。
商用当前分支可以将功能性更新最多延遲八个月，此后更新必须安装，以便安全性更新的支持和索取。管理员也可使用“Windows Update for Business”系统来组织整个局域网中的更新。企业版还可使用长期支持分支（Long-term support branch，LTSB）。Windows 10的LTSB里程碑是商用当前分支周期性的快照，并且将在超过十年的支持周期内仅接收关键性补丁。系统也可延遲於最新LTSB版本的一到两个版本，以允许结构性的部署和内部生命周期 。微软的主管史達拉·徹尼耶克解释道：“我们有很多需要关键性环境的企业，他们想要很长一段时间测试并稳定化这个环境，而我们尊重这个事实。”
但由于许多用户遭遇强制或意外的自动升级，导致用户的使用不便、打斷工作流程乃至丢失数据，因此也遭到诟病。许多用户因全自动更新驱动程序而遭遇使用问题，微软后提供了一个官方程序包，使用者可以用它用來暫停特定驱动程序的自动更新。
自Windows 10 21H2起，Windows 10的功能更新轉為每年發行一次，直至終止支援。
| 更新分支                        | 微軟內部通道 （MIC，Alpha版本）                    | Windows Insider Preview分支 （WIPB，Beta版本）             | 半年通道 （SAC，原消費者半年通道）                         | 長期服務通道 （LTSC，原長期服務分支） |
| 版本                            |                                                    | 家用版                                                     | 家用版                                                     |                                       |
| 版本                            | 專業版                                             |                                                            |                                                            |                                       |
| 版本                            | 教育版                                             |                                                            |                                                            |                                       |
| 版本                            | 企業版                                             | 企業版                                                     | 企業版（長期服務通道）                                     |                                       |
| 累積更新 安全性更新、補強性更新 | 持續更新                                           | 持續更新 （版本預覽通道）                                  | 持續更新                                                   | 使用者可以无限期推迟更新              |
| 功能更新 約半年一次的版本更新   | 持續更新                                           | 持續更新 （版本預覽通道）                                  | 持續更新，但使用者可選擇是否要安裝更新                     | 只能通过同為LTSC的ISO檔本機升级       |
| 功能更新規則                    |                                                    | 持續釋出更新，版本預覽通道與半年通道相同                   | 每6個月釋出一次可推遲的更新                                | LTSC為半年通道中較穩定的快照版本      |
| 功能更新支援                    | 持續更新，主要用於測試尚未向釋出至半年通道的新功能 | 持續更新，主要用於測試尚未向釋出至半年通道的新功能         | 持續更新或硬體未達新組建的最低需求                         | 支援本機升級至最新推出的3個LTSC組建   |
| 累積更新支援                    |                                                    | 直至該組建指定的「到期日期」                               | 18或30個月                                                 | 5年主流支援+5年延伸支援               |
| 更新方式                        | Windows Update                                     | Windows Update 企業版Windows Update Windows Server更新服務 | Windows Update 企業版Windows Update Windows Server更新服務 |                                       |
| 注釋: 1.                        |                                                    |                                                            |                                                            |                                       |

### 版本 1511（十一月更新）
Windows 10的第二个稳定系统版本（也称为十一月更新），代号为“Threshold 2”（TH2），於2015年11月12日發布。它改进了操作系统，並引入捆绑式服务，基于Skype的消息传递应用程序以及Windows Store for Business和Windows Update for Business功能。
在2015年11月21日，10586被暂时从公共发行中删除。2015年11月24日重新安装升级，微软表示此舉是由于一个错误，其可导致隐私問題发生错误。當從Windows 1507發布升級到1511更新時，四個隱私相關設置被重置為預設值。擔心可能會出現重大問題，微軟從Windows 10 1507用戶的Windows Update中刪除了11月更新，並刪除了媒體安裝工具。從Windows 10 1507版本升級到1511版本時，有四種設置（允許應用使用唯一的廣告客戶ID，允許哪些應用在後台運行，是否啟用了智慧桌面Web過濾功能，以及設備是否在設備之間進行同步） ）被恢復為默認值，就好像已經執行了新的Windows安裝。而對於大多數用戶來說，這並沒有什麼區別，對於那些以前關閉這些功能的用戶，升級將默認地還原這些選項。奇怪的是，從Windows 7或8升級到Windows 10並沒有受到影響，11月更新仍然在Windows Update上推出，只有那些已經在Windows 10上的人受到影響。Microsoft現在已經修復了升級/安裝過程以正確保存這些設置，並且11月更新已經通過Windows Update再次提供給Windows 10用戶。更新的媒體創建工具也已被恢復，重新啟用1511版的全新安裝。該公司還發布了一篇知識基礎文章，描述該問題以及哪些設置受到影響，因此任何已安裝了11月更新的Windows 10用戶可以仔細檢查他們的設置，並在必要時重新確定其偏好。

### 版本 1607（周年更新）
Windows 10的第三个稳定版本（也称为周年更新），代号为“Redstone 1”（RS1），于2016年8月2日发布。“红石”分支预计将包括两个主要的稳定系统。虽然两者最初是在2016年发布，后来据报道，第二个已推迟到2017年，以便它将与该年的微软官方设备一起发布。
Redstone分支引入了新功能，例如Windows Ink平台，这简化了向Universal Windows平台应用程序添加手写笔输入支持的功能，并提供了一个新的“Ink Workspace”区域，其中包含面向觸控筆的应用程序和功能，增强了Cortana的功能，新用户界面主题模式，新版本的Skype设计与通用Windows平台，改进通用Windows平台意图用于视频游戏和离线扫描使用Windows Defender。Redstone还支持Windows子系统Linux，它在基于Ubuntu的用户模式环境中提供运行与Linux兼容的二进制软件环境。
在Windows 10新安装的系统上，2015年7月29日之后发布的所有驱动程序必须使用Microsoft颁发的扩展验证证书进行数字签名。

### 版本 1703（創意者更新）
Windows 10的第四个稳定版本，正式命名为Creators Update（创意者更新），代号为“Redstone 2”（RS2），於2016年10月26日发布。分支主要集中在内容创作，生产力和游戏功能 - 特别关注虚拟和增强现实（包括HoloLens和虚拟现实耳机），以及三维内容的构建，于2017年4月11日发布。
此版本在控制台的部分，將個人化（包含桌面背景、螢幕保護裝置）移除，改在設定中調整，其中[螢幕保護裝置]無法再讓使用者調整（僅剩3D文字）。
此次更新中引入了“Paint 3D”应用程序。还将有一个虚拟现实工作空间，用于与耳机一起使用。微软宣布几家OEM计划发布专为创造者更新一起使用的VR耳机。微软也收购Beam pro并添加在Windows 10上。名为“人脉”的新功能将显示任务栏上“重要”联系人的快捷方式；涉及他们的通知将出现在他们各自的图片上方，用户可以通过Skype，电子邮件或短信（与Android和Windows 10移动设备互通）与联系人通信。将来会添加对包括Xbox，Skype for Business和第三方集成在内的其他服务的支持。文件也可以直接拖动到联系人的图片以共享它们。
2017年4月22日，微软确认Windows 10将采用每6个月一次版本升级的升级方式。值得注意的是，这一升级方式也被许多开源项目，如Fedora、Ubuntu、Glibc、LibreOffice等使用。

### 版本 1709（秋季創意者更新）
Windows 10的第五个稳定版本，正式命名为Fall Creators Update（秋季创意者更新），代號為「Redstone 3」（RS3），于2017年10月17日发布。

### 版本 1803（2018四月更新）
Windows 10的第六个稳定版本，正式命名为April 2018 Update（2018四月更新），代號為「Redstone 4」（RS4），于2018年4月30日发布。
微软之前释出的Build 17133.1安装鏡像，由于在該版本中发現了严重的问题導致出現藍屏，微软被迫撤回。随后微软向內部預覽用户推送17133.73累积更新，并在之后释出了17134.1的正式發行版本。

### 版本 1809（2018十月更新）
Windows 10的第七个稳定版本，正式命名为October 2018 Update（2018十月更新），代號為「Redstone 5」（RS5）；于2018年10月2日发布。
微软之前释出的Build 17763.1安装镜像，有部分用户报告在更新至此版本后出现档案遗失；甚至出现电脑内建安装的Intel音频驱动程式与此版本存在相容性问题，会意外导致电池快速耗电，微软在8天后被迫撤回此更新。随后微软向用户推送修补上一版本问题的累积更新。之后于2018年11月13日向公众重新推送2018十月更新。
微軟宣布版本1809將於2020年11月10日正式終止支援，此意味著11月10日後此版本使用者將不會收到安全性更新。

### 版本 1903（2019五月更新）
Windows 10的第八个版本，正式命名為May 2019 Update（2019五月更新），代號為「19H1」；于2019年5月21日发布。
从这个版本开始，用户重新可以控制自己什么时候接受功能更新——缺少此功能是Windows 10发布以来就广受诟病的一点问题。

### 版本 1909（2019十一月更新）
Windows 10的第九个版本，正式命名為November 2019 Update（2019十一月更新），代號為「19H2」，于2019年11月13日发布。
Windows 10 版本1909是微软第一次以累积更新的形式提供操作系统的新版本，因1909与1903使用相同的代码库：安装有同一个月份的累积更新的Windows 10 版本1903和Windows 10 版本1909的系统，其版本号的第四位完全相同，第三位由18362改为18363以示区别。在安装1903的10月累积更新时，Windows 10 版本1909的全部新增功能就已经下载到计算机上；用户稍后只需要下载一个“功能启动包”即完成更新。二者今后的月度累积更新包也将完全相同。由于这个原因，Windows 10 版本1909的研发与试验工作实际上于Windows 10 版本1903正式发布后才开始，且亦晚于更后位的20H1。

### 版本 2004（2020五月更新）
Windows 10的第十个版本，正式命名为May 2020 Update（2020五月更新），代號為「20H1」，于2020年5月28日发布。最初的预览版本在2019年2月14日推出，也是第一个完全跳过一个稳定版本开发代号的长期测试版本。
此版本更新的內容大多於將更多服務置於Windows系統之外，使這些服務可透過功能更新以外的方式直接更新或修改。例如可透過Microsoft Store更新的系統應用程式，更多可選的Windows功能，獨立的Cortana應用程式，以及新增Windows Feature Experience Pack。
此外，該更新新增了一些功能，例如在重設電腦的過程中新增了雲端下載的選項，資訊更詳細的網路狀態及工作管理員，可重新命名的虛擬桌面，Wi-Fi 6和WPA3支持，可設定自動啟動的UWP應用程式，以及可管控Windows更新的下載速度。
該更新也對一些功能進行了改進，例如增強Windows的索引與搜尋功能，在連接藍牙裝置時會顯示通知，中文輸入法的更新，更完整的滑鼠設定等。

### 版本 20H2（2020十月更新）
Windows 10的第十一个版本，正式命名October 2020 Update（2020十月更新），代号为「20H2」。第一個预览版在2020年6月17日推出，正式版在10月23日正式在Semi-Annual Channel中發布。
随着Windows 10作为一个系统于2020年10月13日到达原定的主流支持期限，此时间节点后任何包含大规模的新功能导入的版本皆已经不切实际。即使如此，在Windows 10 2020五月更新发布后，微软仍然计划了数个包含新功能的版本：
- 代号为“Vibranium”（振金）的开发工作于2019年初开始，此版本是最后一个Windows 10的正式版本，2020五月更新（2004或20H1）、2020十月更新（20H2）、2021五月更新（21H1）、2021十一月更新（21H2，也包括LTSC 2021）、2022更新（22H2）皆以Vibranium作为基础。该版本也包含最初的Windows 10X版本。
- 代号为“Manganese”（锰）的开发工作于2019年9月中旬开始。此版本没有对应的正式版。该版本也包含Windows 10X版本。
- 代号为“Iron”（铁）的开发工作于2020年5月初开始。此版本后来成为Windows Server 2022的基础。该版本也包含被取消的Windows 10X RTM版本。
- 代号为“Cobalt”（钴）的开发工作于2020年10月开始。此版本的一个分支“co_refresh”后来成为Windows 11 RTM（21H2）的基础。该版本也包含Windows 10X的最后版本。
- 代号为“Nickel”（镍）的开发工作于2021年3月开始。此版本后来成为Windows 11 2022更新（22H2）和Windows 11 2023更新（23H2）的基础。

随着2021年5月25日微軟執行長薩蒂亞·納德拉在Microsoft Build 2021開發者大會主題演講中表示“下一代Windows很快會揭曉”，Windows 10的最后一个公开预览版于2021年5月27日在Windows预览体验计划的Dev通道上发布。2021年6月24日，Windows 11在微軟產品長帕诺斯·帕奈（Panos Panay）所主持的特別活動中被正式發布，同時微软亦再次重申將於原定的Windows 10扩展支持期限，即2025年10月14日停止對Windows 10除長期維護通道（LTSC）外的版本支援。自2021年6月29日起，Dev通道开始转为推送Windows 11的预览版。

### 版本 21H1（2021五月更新）
Windows 10的第十二个版本，正式命名为May 2021 Update（2021五月更新），代号为「21H1」。第一個预览版在2021年2月17日推出，正式版於2021年5月18日發佈。更新的內容包括：
- 添加了Windows Hello多相机支持，允许用户在同时存在支持Windows Hello的外部和内部相机时选择外部照相机优先级。
- 任務列新增「新聞和興趣」的小工具欄位

### 版本 21H2（2021十一月更新）
Windows 10的第十三个版本，正式命名为November 2021 Update（2021十一月更新），該版本亦推出長期維護通道（LTSC）版本，代号为「21H2」。第一個预览版在2021年7月15日推出，正式版於2021年11月16日發佈。更新的內容包括：
- 对适用于Linux的Windows子系统的GPU计算支持
- 新增用於商業用Windows Hello的簡化無密碼部屬模式
- Wi-Fi WPA3-Personal H2E支持

### 版本 22H2（2022 更新）
Windows 10 2022 更新（代號22H2）。它的內部版本號為10.0.19045。第一個預覽版於2022年7月28日向選擇加入發布預覽頻道的內部人員發布。更新於2022年10月18日開始推出。它是Windows 10的最后一个主要更新。

## 评价
Windows 10在2015年7月的最初发布中所获得的评价大多数是正面的；赞扬微软决定在非触摸环境中降低Windows 8引入的用户界面的比例（包括全屏应用程序和开始屏幕），符合以往版本的Windows的樣式。另外，Windows 10面向使用触幕用户的界面移至平板模式。评价者还赞扬Windows 10的自带软件以及Cortana个人助理的功能改进，另外还有Microsoft Edge的开发。不过批评者认为Windows 10的初始版本在2015年7月匆忙发布，令一些操作系统的自带软件的状态不完整（如Edge浏览器），以及操作系统本身的稳定性有一定問題。 Windows 10也挨批限制用户的操作，包括与以前版本相比加強了對家庭版在安装更新时的控制。隐私问题也招致诟病。批评者还表示，操作系统的默认设置和某些功能需要把用户的数据传输到Microsoft或其合作伙伴。还有批評它如何将Windows 10推送给现有版本的Windows用户——包括自动下载安装文件到电脑，弹出提醒升级的反复显示和安装的自动启动没有获得用户同意，另外軟體會在背後自動更新，行為十分惡劣。
“TechRadar”认为Windows 10将是“新的Windows 7”，操作系统拥有更熟悉的用户界面，改进了捆绑的应用程序，性能也进行了改进，并且“设置”应用的功能比Windows 8和Windows 8.1上的功能更全面。Microsoft Edge虽然在发布时尚处于开发状态, 但是因其性能受到好评。他认为这是一个好主意，但他关注的是微软对通用应用生态系统的关注，并指出“开发者不会从iOS和Android转移到Windows上，因为他们可以很容易地转换他们的应用程序。”
“Engadget”的评价同样是正面的，它指出Windows 10的升级过程十分简单，并且Windows 10的用户界面已经平衡Windows 8和以前的版本。Cortana的在线语音助理被认为是Windows 10 “真正的力量”，也赞扬其查询功能和个性化功能，但亦同時指出，它不像Google Now那样反应迅速。总而言之，有人认为，“Windows 10提供了来自微软如此多最精致的桌面体验，同时它也是一个舒适的平板电脑操作系统，它准备好多个跨平台设备，而且，它使Xbox One成为一个更为有用的電子遊戲機”。
“Ars Technica”指出，Windows 10的新开始菜单系统有显示500个应用的上限，超过此上限的任何应用都不会出现在开始菜单中的“所有应用”视图，也不会被搜索到。在平板上，开始按钮變得更难使用，要求用户在用拇指滑动时触及左下角的按钮，而不是屏幕的中心。且認为通过任务视图切换应用程序對使用者而言不太方便。 Microsoft Edge則被赞道“非常有前途……是一个比Internet Explorer更好的浏览器”，但仍批评它其缺乏启动功能。总而言之，可以将Windows 8視为一个「可靠」的平台，虽由未完成的概念组成，但Windows 10被认为是“最好的Windows”，并称赞它的整体性能够在各种环境下做到「舒适和有效」，又比以前的Windows版本更容易上手。

### 私隱和數據收集
如果安装Windows 10时选择“推荐设置”，那么默认状态下Windows 10将能“看到”用户输入的单词，“听到”用户所说的话。这些功能给用户带来了便利，但也引发了隐私担忧。透過預設值的設定，使用者即同意微軟的隱私權聲明。致使微軟有正當理由可以取得用戶的聯絡人資料、行事曆資訊及其他相關輸入資料，也能取得用戶的所在位置及過去的所在位置。而這些資料不僅會提供給微軟，也會交予微軟的合作夥伴。